# Punta Homeward
Punta Homeward forma il lato ovest dell'ingresso della baia della sicurezza sull'isola Doumer nell'arcipelago di Palmer in Antartide. Fu scoperta dalla prima spedizione francese in Antartide (1903–1905) guidata da Jean-Baptiste Charcot e fu così chiamato dall'unità idrografica della Royal Navy nel 1956-1957. Il nome deriva dal fatto che il promontorio fungeva da punto di riferimento importante per la loro nave nel ritorno quotidiano dallo stretto di Bismarck a Port Lockroy.